# Jadwiga Wajs
Jadwiga Wajs   (Pabianice, 30 de gener de 1912 - Pabianice, 1 de febrer de 1990) va ser una atleta polonesa, especialista en el llançament de disc, que va competir durant les dècades de 1930 i 1940.
El 1932 va prendre part en els Jocs Olímpics de Los Angeles, on va guanyar la medalla de bronze en la prova del llançament de disc del programa d'atletisme. Quatre anys més tard, als Jocs de Berlín, guanyà la medalla de plata en la mateixa prova. La seva tercera i darrera participació en uns Jocs fou el 1948 a Londres, quan fou quarta novament en la prova del llançament de disc.
En el seu palmarès també destaca una medalla d'or en disc als Campionats mundials femenins de 1934 i una de bronze al Campionat d'Europa de 1946 i 21 títols nacionals en quatre disciplines diferents, tot i l'aturada forçosa provocada per la Segona Guerra Mundial. Fou la primera dona en superar els 40 metres en el llançament de disc i va batre fins a set vegades el rècord mundial.
En retirar-se passà a exercir d'entrenadora en diferents clubs polonesos.

## Millors marques
- Llançament de pes. 12,24 metres (1938)
- Llançament de disc. 46,22 metres (1936)[1][2]